# Kobiljača
Kobiljača je naselje u Republici Hrvatskoj, u sastavu Općine Pojezerje, Dubrovačko-neretvanska županija. 

## Stanovništvo
Prema popisu stanovništva iz 2001. godine, naselje je imalo 273 stanovnika te 79 obiteljskih kućanstava. Prema popisu stanovništva iz 2011. Kobiljača je imala 241 stanovnika.
| broj stanovnika |       |       |       |       |       |       |       |       | 26    | 10    | 10    | 281   | 381   | 348   | 273   | 241   | 198   |
|                 | 1857. | 1869. | 1880. | 1890. | 1900. | 1910. | 1921. | 1931. | 1948. | 1953. | 1961. | 1971. | 1981. | 1991. | 2001. | 2011. | 2021. |

## Crkva Gospe od Jezera
Samo naselje praktično je nastalo naseljavanjem stanovništva iz okolnih brdskih zaselaka nakon Drugog svjetskog rata. S obzirom na to da mjesto nije imalo crkvu, pod vodstvom tadašnjeg župnika don Srećka Franića izgrađena je 1976. te posvećena Gospi od Jezera koja se slavi na blagdan Male Gospe, 8. rujna. Betonska crkva sa zvonikom duga je 14 a široka 7 metara i oko nje se nalazi groblje. Za vrijeme župnika Matešana crkva je 1987. ukrašena velikom slikom Gospe od Jezera (na zidu iza oltara), djelo svećenika don Ante Škobalja. Istom prigodom izradio je kip sv. Leopolda Bogdana Mandića. Crkva pripada župi sv. Nikole biskupa u Otrić-Seocima.